# História do Islão

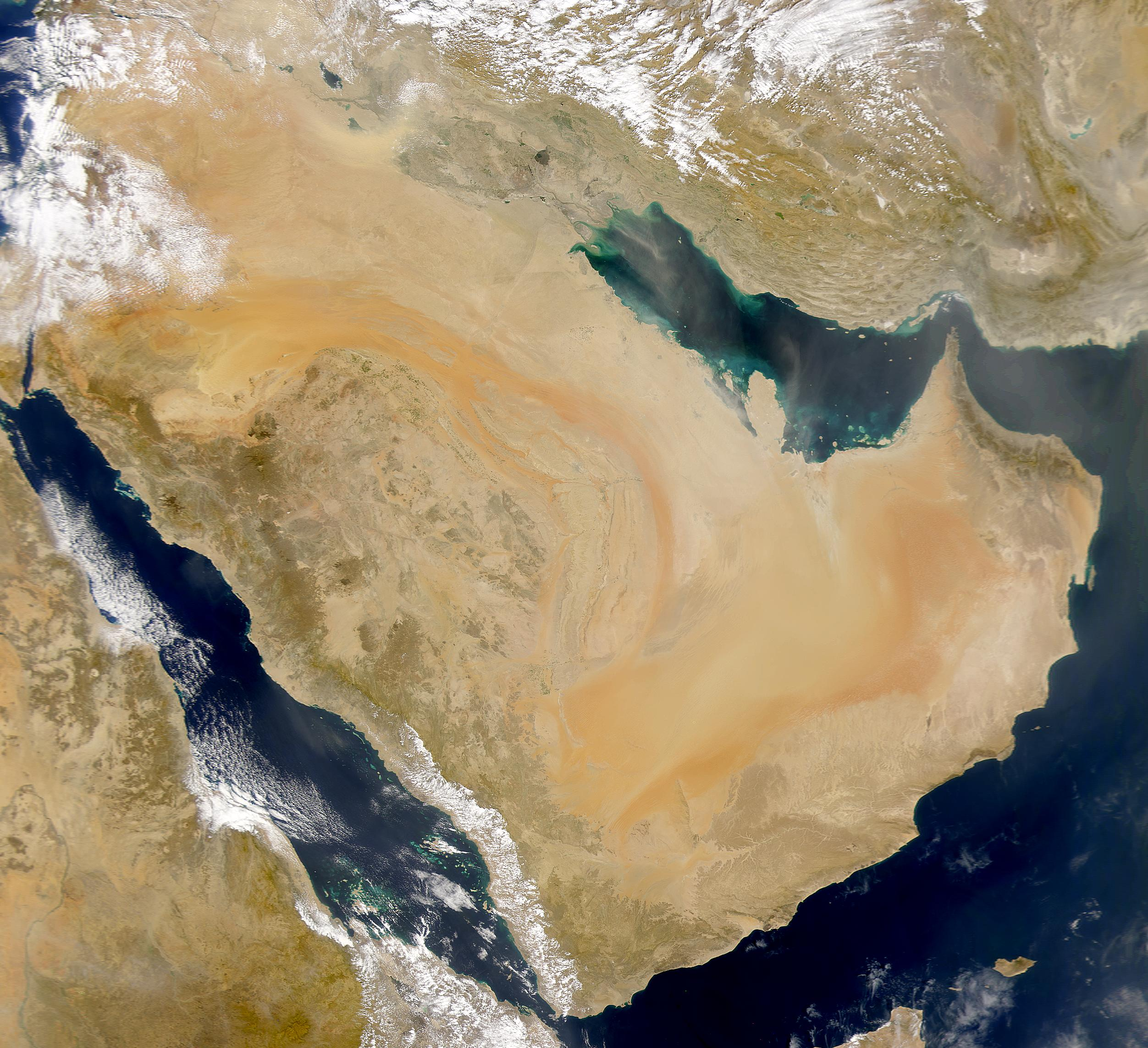
A Península Arábica, local de nascimento do Islão

O islã (ou islão, em Portugal) nasceu na Arábia, região à qual os árabes se referem como Jazirat Al-'Arab, "a ilha dos árabes", o que denota o seu carácter isolado, separada da África e da Ásia pelo mar. É uma região inóspita marcada pela presença do deserto, onde a água é um bem raro.
Distinguem-se na península Arábica três grandes conjuntos geográficos:
- O Hejaz, faixa montanhosa que se estende ao longo do Mar Vermelho;
- O Négede, planalto central coberto por dunas;
- O Sul, região conhecida como a "Arábia Feliz", que recebia a chuva trazida pelas monções. É a terra do incenso, onde viviam populações sedentárias.

## Contexto político, social e religioso
Antes do advento do islão, os árabes não formavam uma unidade política coerente. Nos inícios do século VI a Arábia posiciona-se em torno de dois impérios que se defrontam. A oeste, Bizâncio, cristã e herdeira de Roma, dominava o norte de África, a Palestina, a Síria, a Anatólia, a Grécia e o Sul da Itália. A Leste, o Império Persa Sassânida ocupa uma área que corresponde aos atuais Iraque e Irão e tinha como religião oficial o zoroastrismo, mas nele também viviam cristãos, judeus e maniqueus. A oeste da Arábia situava-se a Abissínia, que professava o cristianismo copta.
A base desta sociedade era a tribo que reunia descendentes de um mesmo antepassado. Uma tribo era composta por vários clãs, e agrupava famílias alargadas que se encontram sob a autoridade de um homem. Algumas tribos eram sedentárias e outras eram nómadas (beduínos). As tribos viviam em guerra constante.
Do ponto de vista religioso, a Arábia era a terra do politeísmo, mas também viviam nela comunidades monoteístas. Tribos judaicas, talvez chegadas à península Arábica após a destruição do Segundo Templo em 70, formavam comunidades que habitavam os locais de Fardaque e Iatrebe, nome pré-islâmico da cidade de Medina. Algumas tribos da Arábia setentrional tinham se convertido ao cristianismo monofisista ou ao cristianismo nestoriano. Influências zoroastrianas e cristãs faziam-se sentir a sul, no Iêmem.
As principais divindades eram adoradas sob a forma de uma árvore ou de um bétilo (pedra sagrada). Alguns bétilos eram transportáveis e acompanhavam os nómadas nas suas deslocações. Os Árabes erguiam santuários e sacrificavam animais em sua honra. Outras práticas religiosas incluíam o jejum e a peregrinação. Acreditava-se igualmente na presença dos djins, espíritos, alguns dos quais tinham um carácter maligno.
Os árabes reconheciam uma divindade a que chamavam de Al-lah, criador todas as coisas, mas este não tinha o carácter que lhe foi atribuído mais tarde pelo Islão. Al-lah tinha três filhas: Allat, Manat ("Destino") e Al´Uzza ("A Poderosa").
A cidade de Meca, no Hejaz, a cerca de 80 quilômetros do mar, era o centro de uma peregrinação anual feita pelos Árabes. Nela encontrava-se um santuário, a Kaaba, onde existia a Pedra Negra, provavelmente um meteorito, que era alvo de veneração. Os peregrinos davam sete voltas em torno dela no sentido contrário aos ponteiros do relógio. No século VII a cidade adquiriu importância como centro económico: ela controlava o tráfego de caravanas que atravessam a Arábia. Por ela passavam os produtos que tinham sido trazidos para o Iêmem da Abissínia e da Índia e que eram transportados pelas caravanas para o Mediterrâneo. Uma rota que atravessava a Arábia a partir do Golfo Pérsico em direcção à Abissínia foi encerrada devido ao conflito entre a Pérsia e Bizâncio, o que fez aumentar a importância de Meca.

## Maomé

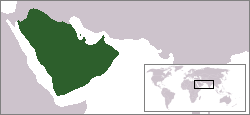
Antes de sua morte em 632, Maomé uniu toda a península Árabe

A 12 de Rabi-al-awwal (terceiro mês do calendário árabe), no ano do Elefante - o que corresponde a 570/571 da era cristão -  nasce em Meca um homem que viria a alterar a história da Arábia e do Mundo. O seu nome era Maomé (Muhammad).
Maomé era filho de Abedalá e de Amina. O seu pai faleceu pouco antes do seu nascimento e a sua mãe quando ele tinha seis anos. O menino teve como tutor o avô Abdul Mutalibe e depois o seu tio Abu Talibe. Maomé pertencia a um clã empobrecido da poderosa tribo dos Coraixitas (Quraysh, "tubarão"), os hachemitas. O poder dos Coraixitas advinha do facto de controlarem o santuário da Caaba. Maomé tornou-se um mercador, realizando nesse contexto viagens à Síria; aos vinte e cinco anos casou com uma rica viúva de nome Cadija.
Maomé tinha por hábito jejuar e meditar nas montanhas próximas de Meca. Por volta de 610, aos quarenta anos e enquanto fazia um desses retiros espirituais na montanha Hira, ele experimentou uma revelação divina. Um ser misterioso (Jibril, o arcanjo Gabriel) ordenou-lhe que recitasse; vencida a hesitação inicial, Maomé recitou aquilo que viria a ser a primeira revelação do livro que mais tarde seria compilado como o Alcorão.
Maomé duvidou de si próprio, mas estimulado pela sua esposa, começou a pregar a sua mensagem entre os mequenses. Ele proclamava o monoteísmo, criticava o materialismo que se tinha apoderado da cidade e que fazia com que se desprezasse a viúva e o órfão; anunciava o dia do Julgamento Final, no qual os actos de cada pessoa seriam avaliados e a riqueza pessoal seria inútil. As reacções à sua mensagem oscilaram entre a sincera adesão à hostilidade.
Após a morte do seu tio Abu Talibe e da sua esposa, dois dos seus protectores, Maomé e os seus seguidores tiveram que fugir de Meca para Iatrebe, um oásis ao norte, devido às injúrias e ataques físicos que experimentaram na cidade. Esta migração ocorre em 622 e é chamada de Hégira. Ela marca o início do calendário islâmico.
A fuga de Maomé e dos seguidores constituiu um desafio ao poder de Meca. As duas cidades entram em guerra. Em Iatrebe, Maomé estabelece uma aliança com as tribos judaicas e pagãs que ali viviam, formando com os seus discípulos a umma, a comunidade do Islão. Através da conquista e da conversão dos Árabes à sua doutrina, Maomé conseguiu reunir uma força que provocaria a capitulação de Meca no ano de 630. Em Meca ele destrói os ídolos da Caaba e fixa a nova peregrinação. Por altura da sua morte, a 8 de Junho de 632, toda a península Arábica encontrava-se quase toda unificada sob a bandeira do Islão.

## Califado Ortodoxo(632–661)

A expansão do Islão

A morte de Maomé - que tinha sido não só um líder religioso, mas também um líder político -, representou um momento de crise na comunidade muçulmana, uma vez que ele não nomeou claramente um sucessor.
A comunidade muçulmana decidiu convocar a Nidwa (Assembleia) para resolver o impasse e nomear um novo líder, que recebeu o título de califa (khalifa, "representante"). Nos anos que se seguiram à morte de Maomé houve quatro califas, aos quais os muçulmanos se referem como os "Califas Bem Guiados" (al-Khulufa al-Rashidun).
O primeiro foi Abacar (r. 632–634), um dos sogros de Maomé e um dos seus companheiros mais próximos, encarregado por ele de dirigir a oração quando a sua doença o impedira de fazê-lo pessoalmente. Apesar de só ter governado dois anos, o seu califado foi determinante na medida em que consolidou o islão na península Arábica. Após a morte de Maomé, algumas tribos de beduínos tinham abandonado o Islão e entendiam que não deviam lealdade à Abacar. Para além disso, vários homens que se apresentavam como profetas geravam agitação. A revolta dos beduínos ficou conhecida como Rida (apostasia) e foi solucionada por Abacar através da diplomacia e do recurso à força militar. 
Uma vez unificada a Arábia, o califa Omar (r. 634–644), nomeado por Abacar para o suceder antes da sua morte, centrou-se na expansão do Islão para fora da península. As suas primeiras conquistas territoriais ocorreram na Síria, com a tomada da cidade de Damasco (635). Em 638, é a vez de Jerusalém. Ao mesmo tempo, as tropas islâmicas avançavam para leste em direção à Mesopotâmia e à Pérsia. O Império Persa Sassânida encontrava-se numa situação bastante debilitada devido às guerras com Bizâncio e não foi difícil para as forças islâmicas vencer a decisiva Batalha de Cadésia, perto do rio Eufrates. As tropas islâmicas continuam o seu avanço e conquistam a capital do Império Sassânida, Ctesifonte (637). Avançam igualmente em direcção ao ocidente e em 642 conquistam a cidade de Alexandria, no Egito. Nos territórios conquistados foram instituídos dois tributos, caraje (incidindo sobre a produtividade da terra) e jizya (garantia da liberdade religiosa para os não muçulmanos).
Após a morte de Omar em 644 - assassinado por um cristão persa - é eleito um genro do profeta, Otomão (r. 644–656), que continua a obra de expansão territorial. Em 647, envia uma expedição militar para oeste do Egito, naquilo que era território bizantino. A ilha de Chipre é conquistada em 649 e por volta de 653 toda a Pérsia encontrava-se submetida ao seu poder (conquista da província oriental de Coração). É geralmente aceite que o primeiro contacto da China como o islão ocorreu durante este califado, quando Otomão enviou, em 650, uma embaixada presidida por Sa’ad ibn Waqqas (um tio materno do profeta) ao imperador chinês Yung-Wei. A missão não logrou converter o imperador ao Islão, mas este mostrou-se interessado pela religião e permitiu a construção de uma mesquita em Quanzhou.
Otomão nomeou o seu primo Moáuia como governador da Síria, o foi interpretado como um acto de nepotismo. Ambos pertenciam ao clã Omíada de Meca, que tinha tido no pai de Moáuia, Abu Sufiane ibne Harbe, um dos inimigos mais encarniçados de Maomé. Os gastos excessivos de Otomão também geraram descontentamento e em 656 este morre assassinado.
Com a morte de Otomão gerou-se uma certa confusão em torno de quem deveria ser o novo califa. Para alguns era claro que essa honra deveria ter recair sobre Ali, que já tinha sido excluído do califado três vezes seguidas após a morte de Maomé. Ali era casado com Fátima, uma das filhas do profeta, com que tinha tido os únicos descendentes de Maomé. Outra facção apoiava o primo de Otomão, Moáuia.
Ali foi eleito califa em 656, mas foi contestado não só por Moáuia, mas também por Talha e Abedalá ibne Zobair, dois companheiros de Maomé, e por Aixa, uma das viúvas do profeta. Na Batalha do Camelo (Dezembro de 656) Talha e Zobair foram mortos e Aixa feita prisioneira. Em Julho de 657 as forças de Ali e Moáuia enfrentam-se na Batalha de Sifim, mas nenhum dos lados consagra-se como vencedor. Ali concorda então com uma arbitragem proposta por Moáuia, que terminou na nomeação deste como califa. Uma parte dos apoiantes de Ali entendeu que ele procedeu incorrectamente ao aceitar a arbitragem e retirou-se, dando origem à primeira cisão no islão, a dos carijitas. Outro partido permaneceu fiel a Ali e às suas pretensões ao califado e deu origem aos xiitas.
Ali foi assassinado por um carijita em 661 em Cufa e Moáuia alcança o poder. A esta guerra civil no coração do Islão, que chocou muitos muçulmanos, a historiografia muçulmana chamou de a "tormenta maior".

## Califado Omíada(661–750)

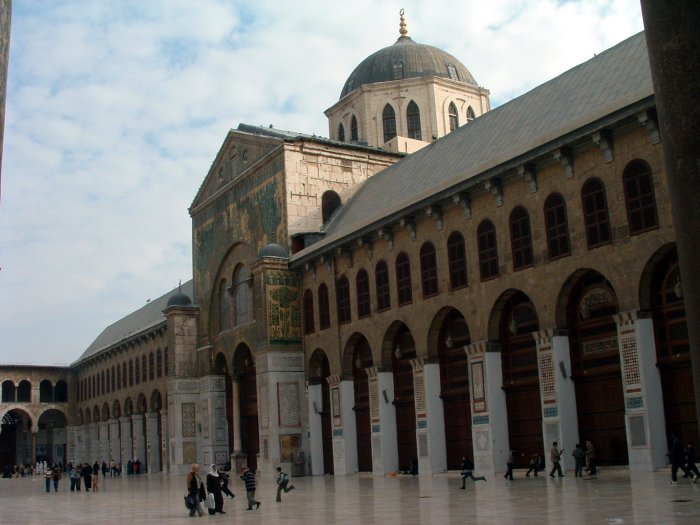
Mesquita Omíada de Damasco (século VIII), um dos legados arquitectónicos do Califado Omíada

Moáuia esforçou-se por terminar com o carácter electivo do califado, promovendo a hereditariedade. A dinastia que inaugurou, a dos Omíadas, representou uma deslocação do centro político do islão de Medina para Damasco, cidade que os novos senhores fizeram a sua capital até à queda da dinastia em 750. A era omíada ficou marcada por uma segunda vaga de expansão territorial. A ocidente, o Magrebe é conquistado entre 669 e 710, a Península Ibérica em 711 e as conquistas também avançam a este.
Moáuia I (r. 661–680) divide o império em províncias e coloca à frente de cada uma um governador. Nomeia o seu filho Iázide I como seu sucessor, o que gerou nova contestação, pois Iázide era conhecido por ser um debochado. Iázide (r. 680–683) enfrentou a oposição do filho mais novo de Ali, Huceine, que parte de Meca com um grupo de apoiantes em direcção a Cufa. Em Carbala, a 10 de Outubro de 680, ele e os seus homens foram derrotados pelo exército enviado por Iázide, apenas tendo sobrevivido dois dos seus filhos. O evento  marcou a mente dos xiitas, que todos os anos recordam o massacre de Hussein num festival de penitência e de luto conhecido como Ashura.
Após a morte de Iázide, a sucessão recaiu sobre o seu filho Moáuia II que governou por alguns meses. Desencadeia-se uma pequena luta de sucessão, da qual saiu como califa Maruane I (r. 684–685). Maruane I foi sucedido pelo seu filho Abedal Maleque ibne Maruane.
Abedal Maleque ibne Maruane (r. 685–705) fez do árabe a língua da administração, substituindo o grego e o persa nos locais em que estas línguas tinham continuado a ser utilizadas. Ele também introduziu um novo modelo de cunhagem de moedas, do qual se eliminaram os símbolos cristãos e zoroastristas, substituídos por inscrições em árabe que proclamavam a unicidade de Deus.
Entre 680 e 692 ocorreu uma segunda guerra civil no mundo islâmico. Desta feita o movimento foi liderado pelos maulas, os muçulmanos não árabes que se sentiam discriminados pelos muçulmanos árabes.
Em 711, durante o reinado de Ualide I (r. 705–715), o islão alcançou a Península Ibérica. O Reino Visigótico que ali existia encontrava-se decadente, dilacerado por problemas internos. A invasão foi liderada por Tárique, um berbere. A população judia, que tinha experimentado perseguições durante os últimos tempos do reino visigodo, apoiou e facilitou a entrada dos muçulmanos; por volta de 714 já quase toda a Península estava conquistada. Uma parte da população converteu-se ao islão, mas a conversão forçada não foi uma característica  do governo dos Omíadas, que se revelaram tolerantes em relação a outras religiões. Outra parte da população permaneceu cristã, mas aderiu à língua e à cultura árabe (os moçárabes). Em 720, os exércitos islâmicos ultrapassam os Pirenéus, mas a vitória de Carlos Martel em Poitiers trava a expansão do islão na Europa Ocidental.
Na Ásia, os árabes tornaram-se senhores do Sinde e de uma parte de Panjabe entre os anos de 711 e 713. A conquista foi liderada pelo general Maomé ibne Alcácime, que não discriminou a população local budista e hindu; tomando conhecimento de que estes povos possuíam escrituras sagradas, tratou-os como dhimmis ("Povos do Livro"), tal como era hábito considerar judeus ou cristãos. Este foi o primeiro momento da entrada do Islão na Índia. Na Ásia, salienta-se ainda a conquista do Afeganistão, da Transoxiana e da Sogdiana.
Uma série de intrigas palacianas marcou o reinado dos últimos Omíadas. Os opositores à dinastia omíada, durante a qual a religião foi relegada para um segundo plano, uniram-se a um grupo liderado pelos descendentes de um tio do profeta Maomé, Abas, ficando por isso conhecidos como os Abássidas. Os Abássidas prometeram aos seus apoiantes que a religião teria um papel mais central se tomassem o poder e que as diferenças entre os muçulmanos árabes e os não árabes terminariam. Desencadeando a revolta a partir da província do Coração, tomam o poder em 750. Todos os membros da família omíada foram exterminados, com excepção de Abderramão I que fugiu para a Península Ibérica onde fundou um estado.

## Califado Abássida(7501258)
Composta por 37 califas, o Califado Abássida foi iniciada com Açafá. O seu sucessor, Almançor (r. 754–775), mudou a capital do império em 762 para Bagdade, uma cidade construída para servir esse propósito. A influência persa vai predominar na vida política do califado e a nível cultural o fundo árabe mistura-se com elementos persas, sírios e indianos.
Os xiitas tinham sido apoiantes dos abássidas na sua investida pelo poder; porém os abássidas abandonam as pretensões destes em pouco tempo. Em 786, em Meca, ocorreu um massacre de descendentes de Ali. Alguns conseguiram fugir e estabelecem em 789 o reino independente dos Idríssidas no actual território de Marrocos, que perdurará até ao século X.
Na época do califa Harune Arraxide (r. 786–809) Bagdade é um dos centros mais brilhantes da civilização mundial. Este califa ordenou que após a sua morte o império fosse dividido entre os seus dois filhos, Alamim e Almamune. Quando Harune morreu os seus filhos envolveram-se numa luta pelo poder, tendo Almamune saído vencedor em 813. Almamune adoptou o mutazilismo, uma doutrina que rejeitava a teoria muçulmana da predestinação e que defendia que o Alcorão não deveria ser interpretado de uma forma literal. Este movimento era visto como herético pela maioria dos muçulmanos.
O controlo do califas abássidas sobre o vasto território do império era ténue e a desagregação política, com o surgimento de várias dinastias em diferentes espaços, foi uma marca quase desde o início.
Na Pérsia, um antigo apoiante dos abássidas cria um reino separado na província do Coração. A dinastia dos taíridas ali se afirma entre 820 e 873, antes do seu território ser absorvido pelos Samânidas (r. 819–999).
No Magrebe surgiria no século IX a dinastia dos aglábidas que tinham a sua capital em Cairuão, na actual Tunísia. Os Aglábidas conquistaram a Sicília aos bizantinos entre 827 e 878 e só no início do século XI é que esta ilha regressaria ao domínio cristão. Os Aglábidas viriam a ser derrotados pelos fatímidas que partindo da Tunísia fixam-se no Egito abássida em 969.
Por volta de 945 o território que é hoje o Iraque caiu nas mãos da dinastia dos emires buídas, antigos prefeitos do palácio abássida.
O islão prosseguiu o seu avanço na Ásia, começando a atingir as populações do Turquestão Ocidental. No início do século XI a casa dos turcos gasnévidas, com o sultão Mahmud de Gázni (r. 998–1030), lança grandes incursões muçulmanas na Índia.
Em 1055 os turcos seljúcidas colocam o califado abássida sob sua tutela e torna-se defensores da ortodoxia sunita contra os fatímidas xiitas do Egito. Os seljúcidas constituem um império que começava no Turquestão e englobava todo o Próximo Oriente.
Por volta de 1171 o poder os fatímidas no Egito é destronado pela nova dinastia dos aiúbidas. Esta dinastia foi fundada pelo famoso Saladino que se tornaria senhor da Arábia, Síria e Iraque. Saladino assumiu a liderança do mundo islâmico contra a agressão dos cruzados, tendo conquistado os estados francos de Alepo e Jerusalém.
O último califa abássida, Almostacim, foi assassinado com toda a sua família pelo cã mongol Hulagu. Os sobreviventes desta dinastia foram acolhidos pelos sultões mamelucos do Cairo. No Egito prosseguirá uma dinastia abássida de 21 califas, mas de título meramente honorifico, até que aquele território foi conquistado por Selim I, sultão otomano.

## Os três impérios
No século XV e XVI foram criados três grandes impérios que tinham no islão a sua religião oficial: o Império Otomano que dominou o Médio Oriente, os Bálcãs e o Norte de África; o Império Sefévida no Irão e o Império Mogol na Índia. ~

### O Império Mogol
O Império Mogol resultou das várias invasões mongóis na Pérsia e na Índia. Foi fundado em 1526 por Babur, um descendente de Gengis Cã e de Tamerlão. O império governou os territórios que correspondem ao que hoje em dia são a Índia, o Paquistão, o Bangladexe e o Afeganistão, durante vários séculos antes de cair perante os ingleses em 1857.
O império deixou um importante legado cultural e artístico na Índia. Entre os edifícios mais conhecidos mandados construir pelos Mogóis encontra-se o Taj Mahal.

### O Império Otomano
O mundo islâmico atingiu um novo esplendor com o Império Otomano, cujas origens se encontram nas migrações dos turcos das estepes da Ásia Central para a Anatólia onde fundaram um pequeno estado. Em 1453, depois de um cerco de dois meses, os otomanos tomaram Constantinopla. O antigo Império Bizantino foi substituído pelo novo Império Otomano como a grande potência do mar Mediterrâneo.
O auge deste império foi alcançado durante a era de Solimão, o Magnífico (r. 1520–1566) quando foram conquistados os Bálcãs e a Hungria. Em 1529 os otomanos tentaram conquistar Viena, mas o cerco à cidade fracassou. Em 1571 a Batalha de Lepanto representou um duro golpe para os otomanos, já que nela perderam parte importante da sua frota marinha (um dos grandes pontos fortes do Império Otomano). Em consequência da derrota dos otomanos na Batalha de Viena de 1683 o império perderia a posse da Hungria e de alguns territórios nos Bálcãs.

### Império Safávida
Os safávidas governaram o Irão (Pérsia) entre 1501 e 1736. Embora se identificassem como descendentes de Ali, os safávidas tinham origens numa ordem sufista. Foi durante o governo dos safávidas, que tinham como capital a cidade de Isfaã, que o xiismo foi imposto como religião oficial do Irão, tendo sido perseguidas todas as outras formas do islão. Este facto histórico está na origem da separação religiosa actual do Irão em relação aos seus vizinhos sunitas. Até aquele momento o xiismo não tinha sido particularmente forte no Irão. Os Sefévidas foram derrubados por Nadir Xá em 1736.

## Oséculo XIX
O começo da conquista do mundo islâmico pelos Europeus remonta ao fim do século XVIII, quando Napoleão Bonaparte conquistou o Egito em 1798. Por volta de 1818 a Índia já estava praticamente toda sob influência britânica e em meados do século XIX já a maior parte do mundo islâmico tinha sido conquistado pelas potências europeias, em concreto pela França, Inglaterra e Rússia.

## Oséculo XX
Nos anos que antecedem a Primeira Guerra Mundial inicia-se a prospecção de petróleo no Médio Oriente, na qual os ingleses se revelarão os mais ávidos. Durante a Primeira Guerra Mundial os Aliados exploraram o descontentamento em relação ao Império Otomano existente em regiões como a Arábia e a Síria. Apesar das promessas de apoio ao movimento nacionalista árabe, o fim da guerra acabou por traduzir-se num aumento da colonização europeia sobre os países árabes.
Os ingleses tinham prometido a Huceine ibne Ali que seria o rei de um grande território formado por aquilo que é hoje o Líbano, a Síria, o Iraque, a Palestina, a Jordânia e a Arábia. Esta promessa não foi cumprida e a queda do Império Otomano em 1918 apenas fez com que os árabes mudassem de amo: aos franceses seria atribuído, pela Sociedade das Nações, um mandato sobre a Síria e o Líbano e aos ingleses sobre a Palestina. Os filhos de Huceine ibne Ali governam dois territórios sob patrocínio britânico, a Transjordânia e o Iraque. Na Arábia forma-se um reino liderado por ibne Saude, com o apoio dos Estados Unidos.